# Ali Jannati
Ali Jannati (persan : علی جنتی, né en 1949) est un homme politique et ancien diplomate iranien qui est actuellement à la tête de l'administration présidentielle iranienne depuis le 7 janvier 2018. Il a été ministre de la Culture du 15 août 2013 jusqu'à sa démission le 19 octobre 2016.

## Première vie et éducation
Jannati est né en 1949 ,. Il est le fils de l'ayatollah Ahmad Jannati, chef du Conseil des gardiens iranien et chef de prière intérimaire de Téhéran. Il est diplômé de l'école Haqqani de Qom.

## Carrière
Jannati a occupé divers postes dans différentes institutions publiques d'Iran. Il a commencé sa carrière dans les gardiens la révolution en tant que commandant en chef des forces armées dans la province de Khorasan,. Puis il a été nommé gouverneur général de la province du Khuzestan. Ensuite, il a rejoint la radio de la République islamique d'Iran (IRIB), et a été son directeur de l'antenne d'Ahvaz et comme envoyé judiciaire à l'IRIB.
Il a été vice-ministre de la Culture pour les affaires internationales. Il a été ambassadeur d'Iran au Koweït de 1998 à 2005 et vice-ministre de l'Intérieur pour les affaires politiques (fa) de 2005 à 2006.

### Ministère de la Culture
Il a été nommé ministre de la Culture et de l'Orientation islamique par le président Hassan Rohani le 4 août 2013 et a été confirmé par le Majlis le 15 août, avec 234 voix pour et 36 voix contre. 12 membres du Majlis étaient absents à la séance de vote.
En février 2015, il a été durement critiqué par les conservateurs après la publication de l' album To Ra Ey Kohan Boomo Bar Doost Daram. Il a également été critiqué par les réformistes après ses fonctions d'annulation de concerts dans certaines villes. Il a démissionné le 19 octobre 2016 dans le cadre d'un remaniement ministériel, après des jours de spéculations sur son limogeage par le président Hassan Rohani.